# Ямуларци
Ямуларци, още Ямурларци или Ямурлар (на македонска литературна норма: Јамуларци), е село в Община Щип, Северна Македония.

## География
Селото е разположено на 13 километра западно от Щип.

## История
В XIX век Ямуларци е турско село в Щипска кааза на Османската империя. Според статистиката на Васил Кънчов („Македония. Етнография и статистика“) от 1900 година Ямурларци има 305 жители, всички турци.
След Междусъюзническата война в 1913 година селото остава в Сърбия.
На етническата си карта от 1927 година Леонард Шулце Йена показва Ямурлар (Jamurlar) като турско село.